# Waller Heerstraße

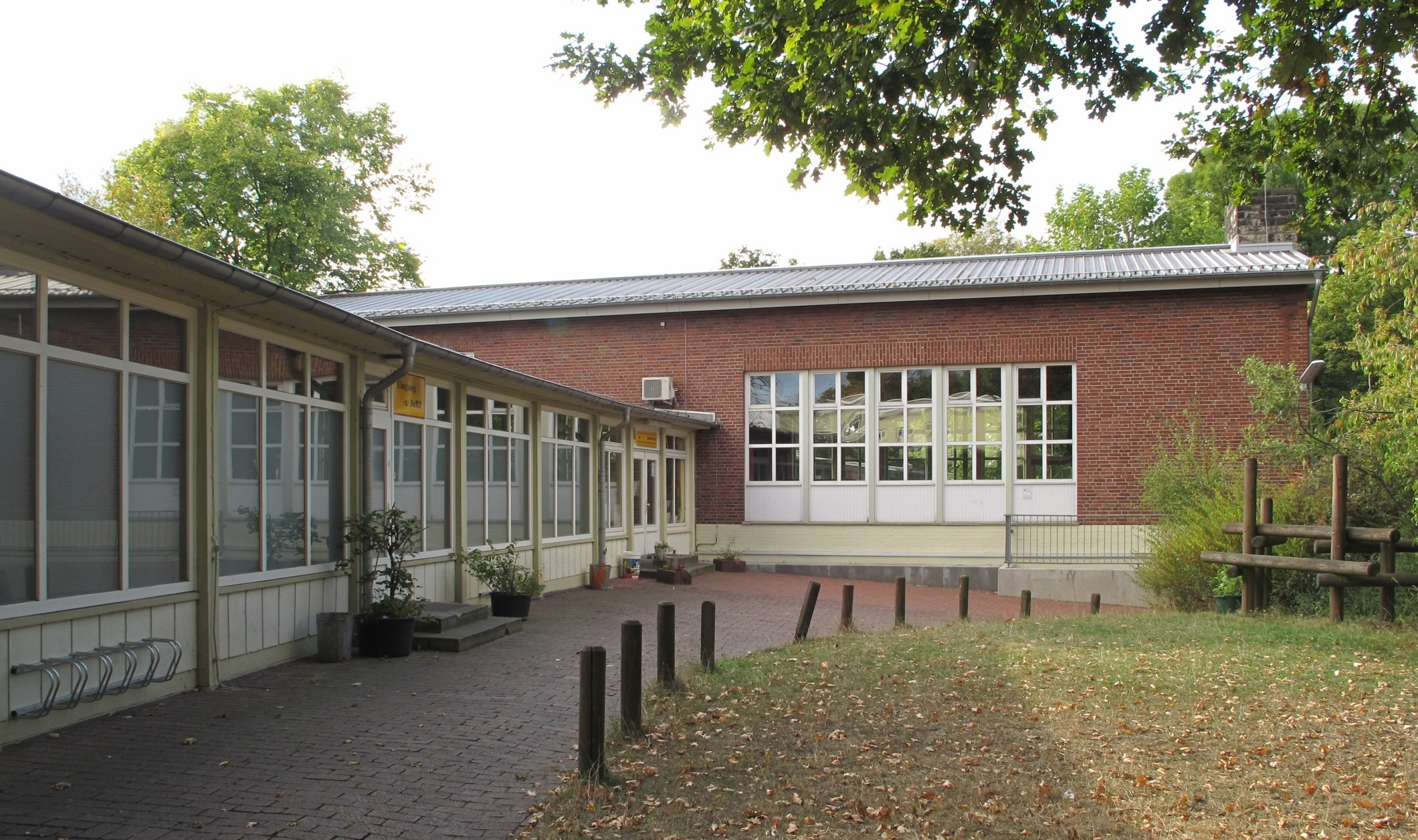
Nr. 229: Jugendheim Walle

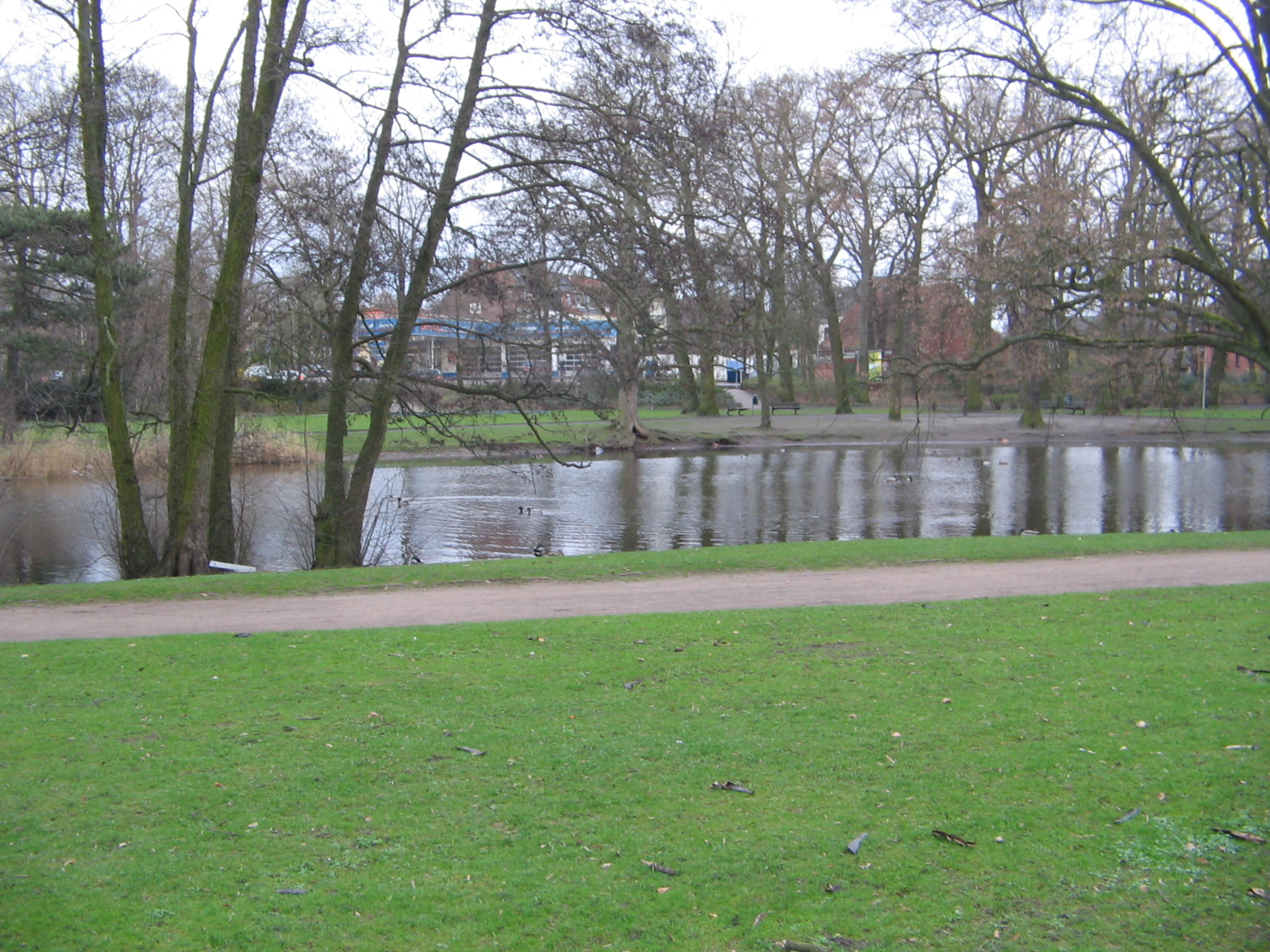
Waller Park

Die Waller Heerstraße ist eine historische Straße in Nord-Süd-Richtung in Bremen im Stadtteil Walle. Sie führt von der Utbremer Straße stadtauswärts bis zur Gröpelinger Heerstraße.
Die  gliedert sich in die Teilbereiche
- Südlicher Teil bis zum Waldau-Theater (Sanierungsgebiet)
- Nördlicher Teil bis zur Gröpelinger Heerstraße.

Die Querstraßen wurden u. a. benannt als Reuterstraße (neu 1874) nach dem Schriftsteller der niederdeutschen Sprache Fritz Reuter, Hoffnungstraße (1874) soll wohl Hoffnungen erfüllen, Elisabethstraße, Burchardstraße, Gustavstraße (Namensstraßen), Helgolander Straße nach der Insel, Stift- bzw. Almatastraße zur Erinnerung an das Almatastift von 1892 (Almata Reismann), Rhodenweg (Namensbedeutung unklar), Lange Reihe nach der volkstümlichen Bezeichnung Lange Riege, Liselotte-Thomamüller-Straße nach der Opernsängerin (Sopran) Liselotte Thomamüller, Im Freien Meer (Flurbezeichnung), Alter Winterweg, der auch im Winter früher befahrbar war; ansonsten siehe beim Link zu den Straßen.

## Geschichte

### Name
Der Name Walle stammt von dem Stadtteil Walle, der nach einem Hof zu Walle benannt wurde. Die Waller Chaussee, später Waller Heerstraße war zudem im 19. Jahrhundert eine Heerstraße. In Bremen und Umzu wurden viele Heerstraßen nach 1800 gebaut oder Chausseen als Heerstraßen benannt (siehe Bremer Straßen).

### Entwicklung
1139 wurde das Dorf Walle erstmals und 1179 der Hof zu Walle erwähnt. Die Herren zu Walle waren erzbischöfliche Dienstmänner und bremische Ratsmänner. Ab 1524 gab es das eigene Kirchspiel Walle. Das Dorf gehört zum Goh Werderland.
In der Bremer Franzosenzeit wurde der Weg zu einer Militärstraße für die Truppenbewegungen der napoleonischen Grande Armée in der Nord-Süd-Richtung ausgebaut und 1821 erfolgte der Ausbau zur Waller Chaussee. 1812 hatte Walle 493 Einwohner.
1833 kaufte die Familie Achelis das Gut Walle. Der Waller Park entstand danach und wurde 1928 allgemein öffentlich nutzbar. 1846 wurde Utbremen und 1885/1902 Walle in Bremen eingemeindet. 1875/1890 musste der alte Dorffriedhof am Landgut zum Waller Friedhof erweitert werden. An der Straße entstanden nach der Eröffnung des Freihafens und u. a. der Jute-Spinnerei und Weberei Bremen (1888) für die Arbeiter neue Wohnhäuser.
Zwischen 1885 und 1914 fand den Bau der Häfen und die Ansiedlung von Industriebetrieben statt und Gröpelingen wandelte sich grundlegend. An der Straße entstand eine dichtere Bebauung mit Miethäusern für die Arbeiter; 1914 wurde der Waller Bahnhof eröffnet. Nach dem Ersten Weltkrieg wurden weitere Bauten des Sozialen Wohnungsbaus errichtet. Die Arbeitervorstadt „Rotes Gröpelingen“ war Hochburg der SPD und KPD. 1926 wurde der Straßenbahnbetriebshof gebaut.
Bei den Novemberpogromen 1938 überfielen SA-Männer das Jüdische Altersheim Rosenak-Haus an der Gröpelinger Heerstraße/Ecke Morgenlandstraße. Bei den Luftangriffen auf Bremen wurden 1944 in Walle rund 25.000 Wohnungen zerstört. Die städtebaulichen Folgen der Zerrissenheit im Stadtbild dieser Straße sind auch heute noch deutlich sichtbar.
In den 1950 bis 1970er Jahren erfolgte ein zügiger Wiederaufbau des Stadtteils. 1949 konnte der Waller Park wieder hergerichtet werden.

1947 war die Einweihung des Niederdeutschen Theaters. Die Theaterleitung hatte Ernst Waldau übernommen und später wurde es als Waldau-Theater bezeichnet. Die Spielstätte fasste 550 Zuschauer. 1951 wurden im Haus zum ersten Mal Kindertheater aufgeführt. Um 1954 konnte nach Umbauten das Theaterrestaurant eröffnet werden. 2011 ging die Gesellschaft Waldau Theater - Theater der Kulturen in Konkurs. Das Gebäude wurde für eine Zeit weiterhin für kulturelle Veranstaltungen genutzt.

Ab 1953 wurde der Grünzug West auf einer früheren Bahntrasse angelegt und das Jugendfreizeitheim gebaut.
1998 entstand die Bremer Eissporthalle sowie 1999 das Walle-Center auf dem Gelände der ehemaligen Lokschuppen. 2002 beschloss die Stadtbürgerschaft das Ortsgesetz für das Sanierungsgebiet Waller Heerstraße, für ein Gebiet, bei dem südliche Teile der Waller Heerstraße in die Sanierung einbezogen wurden.

### Verkehr
1879 wurde von der Großen Bremer Pferdebahn die zweite Pferdebahnlinie von Hastedt nach Walle eröffnet, die in den Grundzügen noch heute besteht.
Ab 1899 führte die elektrifizierte Straßenbahn Bremen bis Walle-Bogenstraße.
Von 1901 bis 1903 entstand eine Verlängerung der Bremer Straßenbahnstrecke bis nach Oslebshausen. Seit 1908 fährt diese Bahn als Linie 2, die 1926 nach dem Bau des Depots in Gröpelingen ihre Endstation fand. Um 1939 gab es die Linie 10 von Bremen Ost via  Hauptbahnhof zum Waller Bahnhof.
Im Nahverkehr in Bremen verkehren auf der Waller Heerstraße die Straßenbahnlinien 2 (Gröpelingen – Walle – Domsheide – Sebaldsbrück) und 10 (Gröpelingen – Walle – Hauptbahnhof – Sebaldsbrück) sowie die Buslinien 26 (Walle – Huckelriede).
Im Regionalverkehr hält am Bahnhof Bremen-Walle auf der Bahnstrecke Wunstorf–Bremerhaven Seehafen die Regio-S-Bahn, Linie RS1 Farge – Bremen – Verden.

## Gebäude
An der Straße befinden sich zwei-, drei- sowie vier- und wenige eingeschossige Gebäude, die zumeist Wohnhäuser sind und in den zentralen Bereichen Geschäftshäuser.
Baudenkmale
- Nr. 229: 1-gesch. Jugendheim Walle von 1952 nach Plänen von Hans Krajewski, Kurt Heinrich
- In der Nähe
  - Lange Reihe 77: Waller Kirche von 1658 bzw. 1952–1956 nach Plänen von Julius Schulte-Frohlinde
  - Schule Lange Reihe 81 von 1929 nach Plänen von Oberbaurat Hans und Baurat Karl August Öhring Ohnesorge

Erwähnenswerte Gebäude und Anlagen
- Nr. 44 früher: Bremer Kinos Decla auf dem Grundstück von Dreyers Volksgarten, der sich dann St. Pauli Festsäle nannte. 1911 entstand hier das Schiller-Theater, in dem Schauspiele und Lustspiele gezeigt wurden. 1920/21 erfolgte die Umrüstung zu einem Kino. Das im Krieg beschädigte Gebäude war auch nach 1945 Kino, aber auch Veranstaltungssaal. Es wurde 1969 geschlossen.
- Nr. 46 früher: Das City 46, ein Kommunalkino, war hier seit Anfang der 1990er-Jahre bis 2011
- Nr. 97–103: 3/4-gesch. Walle-Center von 1999; Einkaufs- und Dienstleistungszentrum mit über 40 Läden
  - Nr. 97: Polizei Bremen - Wache West
  - Nr. 99: Ortsamt West und Stadtteilmanagement
  - Nr. 101: Sparkasse Bremen - SB-Filiale
  - Nr. 103: Apotheke
- Waller Ring: Bahnhof Bremen-Walle von 1914 auf der Bahnstrecke Bremen-Vegesack mit der Regio-S-Bahn, Linie RS1.
- Nr. 152: 2-gesch. Wohnhaus als Bau der Jahrhundertwende 1900
- Nr. 160: 3-gesch. Wohn- und Bankhaus mit der Sparkasse Bremen - Filiale Walle
- Nr. 165/167: 3-gesch. Wohn- und Geschäftshaus
  - 165A: früheres Waldau-Theater von 1947
- Nr. 176: 2-gesch. Wohnhaus als Bau der Jahrhundertwende 1900
- Nr. 197: 2-gesch. Gebäude, evangelisches Landeskirchliches Gemeinschaftszentrum Walle
- bei 184: Ritter-Raschen-Platz
- Nr. 184ff: 2/3-gesch. Wohnhausgruppe mit Klinkerfassade aus den 1920er Jahren
- Zwischen 229–259: Beginn des Grünzuges West von 1953; die schmale Grünanlage verbindet stadtteilübergreifend drei Stadtteile zwischen der Ritterhuder Heerstraße/Reiherstraße im Westen und dem Waller Park im Osten.
- Nr. 250 bis Waller Friedhofsstraße: Waller Park (ab 1833, seit 1928 öffentlich) und Waller Friedhof von 1875, erweitert 1895
- Nr. 293: 1-gesch. Bremer Eissporthalle Paradice von 1998
- Nr. 293a: 1-gesch. Westbad als Hallen- und Freibad; Zusammenschluss von Hallenbad-West und Waller See-Bad
- Nr. 294: 1-gesch. Haus mit Sitz der kultur.werkstatt westend

Denkmale, Gedenktafeln
- Stolpersteine für die Opfer des Nationalsozialismus:
  - Nr. 28: für Rudolf Lange
  - Nr. 50: für Clara Posener, David Posener und Manfred Posener